# Michael Amir Murillo
Michael Amir Murillo Bermúdez (Salamanca, Colón, 11 de febrero de 1996) es un futbolista profesional panameño. Juega como defensa en el Olympique de Marsella de la Ligue 1 de Francia. Es internacional con la selección de Panamá.

## Trayectoria

### San Francisco F. C.
Se formó en las categorías inferiores del San Francisco FC y su debut profesional fue en la Primera División de Panamá el 6 de septiembre de 2014 en la victoria 1 a 6 contra el Chepo FC en el Estadio Rommel Fernández en donde fue titular y jugó todo el partido. Salió campeón de la LPF Apertura 2014 en donde le ganaron la final 0 a 1 contra el Sporting San Miguelito en el Estadio Rommel Fernández en donde no estuvo convocado, en dicho torneo jugó 2 partidos. En la Liga de Campeones de la Concacaf 2015-16 jugó 3 partidos en donde fueron eliminados en la fase de grupos en donde quedaron segunda posición del grupo C. En la LPF Clausura 2015 jugó 6 partidos en donde quedaron en la quinta posición. En la LPF Apertura 2015 jugó 9 partidos y anotó 2 goles en donde quedaron en la octava posición. El 10 de diciembre de 2015, Murillo jugó todo el partido de San Francisco en la primera edición de la Copa Panamá, en que su equipo ganó la final contra Chepo FC 5-4 en los penales, tras haber finalizado el partido 0-0 después del tiempo extra, para ganar su segundo título. En la LPF Clausura 2016 jugó 12 partidos en donde quedaron en la novena posición.

### New York Red Bulls
El 18 de febrero de 2017, se anunció que Murillo se uniría a New York Red Bulls en un préstamo por una temporada. Fue cedido al New York Red Bulls II en donde debutó con dicho club el 5 de abril de 2017 en la derrota 0 a 1 contra el Penn FC en el Red Bull Arena en donde fue titular y jugó hasta el minuto 68. En la United Soccer League 2017 jugó 2 partidos en donde quedaron subcampeón de la conferencia este en donde perdieron 4 a 3 en penales tras un marcador de 1 a 1 en los tiempos extras contra el Louisville City FC en el Louisville Slugger Field en donde no estuvo convocado porque el club ya lo había subido al primer equipo. Debutó con el primer equipo el 3 de mayo de 2017 en la derrota 2 a 0 contra el Sporting Kansas City en el Children's Mercy Park en donde fue titular y jugó todo el partido. En la Liga de Campeones de la Concacaf 2016-17 estuvo en la banca en 2 partidos en donde fueron eliminados en los cuartos de final en un marcador global de 3 a 1 contra el Vancouver Whitecaps en donde no jugó. Fue subcampeón de la Lamar Hunt U.S. Open Cup 2017 en donde perdieron la final 2 a 1 contra el Sporting Kansas City en el Children's Mercy Park en donde fue titular y jugó todo el partido, en dicha copa jugó 2 partidos. En la Major League Soccer 2017 jugó 20 partidos y anotó 2 goles en donde fueron eliminados en las semifinales de la conferencia este en un marcador global de 2 a 2 que por el gol de visitante el Toronto FC paso a la final en donde jugó en los 2 partidos. El New York Red Bulls ejercieron su opción de contrato para firmarlo definitivamente el 11 de noviembre de 2017 por 250 mil dólares. En la Liga de Campeones de la Concacaf 2018 jugó 6 partidos en donde fueron eliminados en las semifinales en un marcador global de 1 a 0 contra el Club Deportivo Guadalajara en donde jugó en los 2 partidos. El 14 de abril de 2018, anotó su primer gol de la temporada para Nueva York en una victoria por 3-1 sobre Montreal Impact. En la Major League Soccer 2018 jugó 27 partidos y anotó 1 gol en donde fueron subcampeón de la conferencia este en donde perdieron en un marcador global de 3 a 1 contra el Atlanta United en donde jugó en los 2 partidos. En la Liga de Campeones de la Concacaf 2019 jugó 3 partidos en donde fueron eliminados en los cuartos de final en un marcador global de 2 a 6 contra el Santos Laguna en donde jugó en 1 partido. En la Major League Soccer 2019 jugó 22 partidos y anotó 1 gol en donde fueron eliminados en la primera ronda de los playoff en un marcador de 4 a 3 en los tiempos extras contra el Philadelphia Union en donde no estuvo convocado.

### R. S. C. Anderlecht
El 6 de diciembre de 2019 fue anunciado como nuevo jugador del Royal Sporting Club Anderlecht con un contrato hasta 2023 en donde pagaron 680 mil euros. Debutó con el club el 19 de enero de 2020 en la derrota 1 a 2 contra el Club Brujas en donde fue titular y jugó todo el partido. El 24 de febrero de 2020 marcó su primer gol con el club belga al abrir la cuota goleadora del club morado en el minuto 9 del partido que ganaría 6-1 contra el KAS Eupen, correspondiente a la jornada 27. En la Pro League 2019-20 jugó 8 partidos y anotó 1 gol en donde quedaron en la octava posición. En la Copa de Bélgica 2020-21 jugó 3 partidos en donde fueron eliminados en las semifinales en un marcador de 1 a 2 contra el KRC Genk en el Lotto Park en donde no estuvo convocado. En la Pro League 2020-21 jugó 36 partidos y anotó 4 goles en donde quedaron en el cuarto lugar clasificándose en la Tercera ronda de la Liga Europa Conferencia. En la Liga Europa Conferencia de la UEFA 2021-22 jugó 3 partidos en donde quedaron eliminados en la Ronda de Play-Off en un marcador global de 4 a 5 contra el Vitesse Arnhem en donde jugó 2 partidos. Fue subcampeón Copa de Bélgica 2021-22 en donde perdieron la final 4 a 3 en los penales en donde quedaron 0 a 0 en los tiempos extras contra el KAA Gent en el Estadio Rey Balduino en donde fue titular y jugó todo el partido, en dicha copa jugó 5 partidos. En la Pro League 2021-22 jugó 34 partidos y anotó 2 goles en donde quedaron en la tercera posición clasificándose Tercera ronda clasificatoria de Liga Europa Conferencia. En la Copa de Bélgica 2022-23 jugó 2 partidos en donde fueron eliminados en los octavos de final en un marcador 1 a 0 en los tiempos extras conta el KRC Genk en el Cegeka Arena en donde no estuvo convocado. En la Liga Europa Conferencia de la UEFA 2022-23 jugó 14 partidos 14 partidos y anotó 3 goles en donde fueron eliminados en los cuartos de final 1 a 4 por penales tras un marcador global de 2 a 2 contra el AZ Alkmaar en donde jugó en los 2 partidos. En la Pro League 2022-23 jugó 29 partidos y anotó 3 goles en donde quedó en la undécima posición en la Temporada regular.

### Olympique de Marsella
El 30 de agosto de 2023 fue anunciado como nuevo jugador del Olympique de Marsella con un contrato hasta el 2026 en donde pagaron 2,50 millones de euros. Debutó el 30 de septiembre de 2023, con la llegada del entrenador italiano Gennaro Gattuso en la derrota 3-2 contra el AS Mónaco por la Ligue 1 en donde fue titular y jugó todo el partido. En la Copa de Francia de Fútbol 2023-24 jugó 2 partidos en donde fueron eliminados en la Ronda de 32 9 a 8 por penales en un marcador de 1 a 1 en los tiempos extras contra el Stade Rennais Football Club en el Roazhon Park en donde fue titular y jugó hasta el minuto 16 porque se salió por una lesión. En la Liga Europa de la UEFA 2023-24 jugó 7 partidos en donde fueron eliminados en las semifinales 2 a 4 en penales tras un marcador de global de 2 a 2 contra el Atalanta Bergamasca Calcio en donde jugó en los 2 partidos. En la Ligue 1 2023-24 jugó 16 partidos y anotó 3 goles en donde quedó en la octava posición.

## Selección nacional

### Categorías inferiores
Fue convocado por la selección sub-20 de Panamá para disputar el Campeonato Sub-20 de la Concacaf de 2015 en donde jugó 6 partidos y anotó 1 gol en donde fueron subcampeón del campeonato donde perdieron la final 2 a 4 por penales tras un marcador de 1 a 1 en los tienen extras contra México en fue titular y jugó todo el partido. Fue convocado por la selección sub-22 de Panamá para disputar los Juegos Panamericanos de 2015 en donde jugó 5 partidos en donde quedaron en el cuarto lugar tras perder 3 a 1 contra Brasil en el Tim Hortons Field en donde fue titular y jugó todo el partido y también fue convocado por la Selección sub-23 de Panamá para disputar el Preolímpico de Concacaf de 2015 en donde jugó 3 partidos en donde fueron eliminados en las Fase de grupos en donde quedaron en el ultimó lugar en el grupo A.

### Selección absoluta

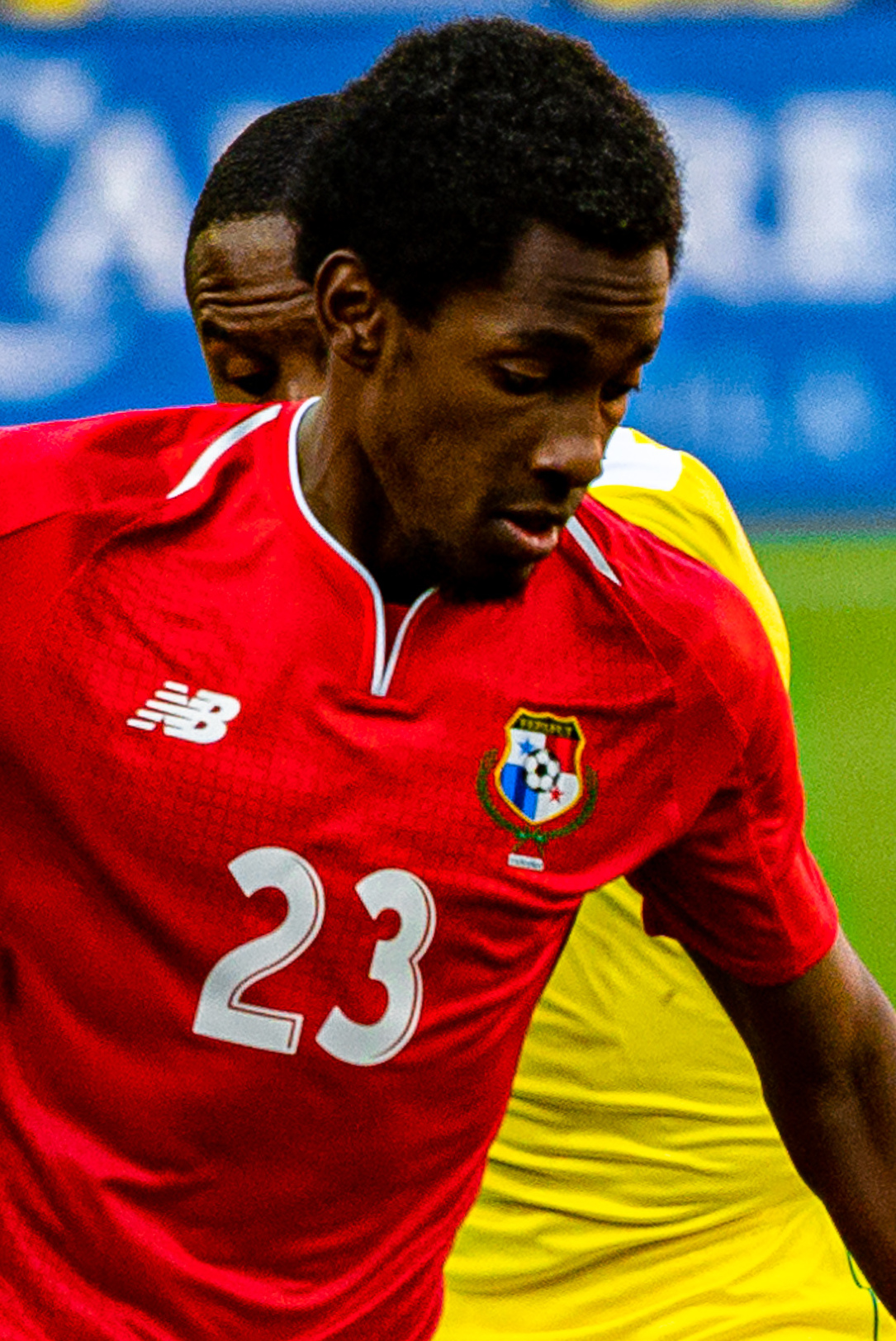
Murillo con el Panamá en 2019.

Michael Amir Murillo Bermúdez debutó en la selección de fútbol de Panamá el 15 de marzo de 2016 en la derrota 1 a 0 contra Nicaragua en el Estadio Nacional de Fútbol de Nicaragua en donde fue titular y jugó todo el partido. El 27 de abril de 2016, anotó su primer gol con Panamá en la victoria por 2-1 contra Martinica en el Estadio Pierre Aliker en donde fue titular y jugó todo el partido, anotando el gol al minuto 47. Fue subcampeón de la Copa Centroamericana 2017 en donde jugó 4 partidos en donde quedó en el segundo lugar Clasificándose a la Copa Oro. En la Copa de Oro de la Concacaf 2017 jugó 4 partidos en donde fueron eliminados en los cuartos de final 1 a 0 Costa Rica en el Lincoln Financial Field en donde fue titular y jugó todo el partido. En la Clasificación de Concacaf para la Copa Mundial de Fútbol de 2018 jugó 5 partidos en donde quedaron en el tercera posición en la hexagonal final así clasificándose a la copa del mundo. En junio de 2018 fue incluido en la lista final de 23 nombres de Panamá para la Copa Mundial de Fútbol de 2018 en Rusia. Murillo fue titular en la derrota en fase de grupos de Panamá ante Bélgica e Inglaterra. En la Copa de Oro de la Concacaf 2019 jugó 4 partidos en donde fueron eliminados en los cuartos de final 1 a 0 contra Jamaica en el Lincoln Financial Field en donde fue titular y jugó todo el partido. En la Liga de Naciones de la Concacaf 2019-20 jugó 2 partidos en donde fueron eliminados en la fase de grupos quedando en el segundo posición en el grupo B clasificándose a la copa oro. En la Clasificación de Concacaf para la Copa Mundial de Fútbol de 2022 jugó 17 partidos en donde quedaron en la quinta posición de la octagonal final quedándose a un paso del repechaje. En la Liga de Naciones de la Concacaf 2022-23 jugó 5 partidos y dio 1 asistencia en donde quedó en el cuarto lugar tras perder 1 a 0 contra el México en el Allegiant Stadium en donde fue suplente. Fue subcampeón de la Copa de Oro de la Concacaf 2023 en donde perdió la final 1 a 0 contra México en el SoFi Stadium en donde no estuvo convocado porque sufrió una Lesión en el muslo, en dicha copa solo jugó 2 partidos y dio 1 asistencia por sufrir lesión. En la Liga de Naciones de la Concacaf 2023-24 jugó 4 partidos y anotó 1 gol en donde quedaron en el cuarto lugar tras perder 0 a 1 contra Jamaica en el AT&T Stadium en donde no estuvo convocado por una Molestias en los aductores. En la Copa América 2024 jugó 4 partidos y anotó 1 gol en donde fueron eliminados en los cuartos de final en donde perdieron 5 a 0 contra Colombia en el State Farm Stadium en donde fue titular y jugó todo el partido.

### Participaciones en Copas Centroamericana
| Copa Centroamericana      | Sede   | Resultado  | Partidos | Goles | Asist. |
| ------------------------- | ------ | ---------- | -------- | ----- | ------ |
| Copa Centroamericana 2017 | Panamá | Subcampeón | 4        | 0     | 0      |
| Total                     | Total  | Total      | 4        | 0     | 0      |

### Participaciones en Copas Oro
| Copa Oro      | Sede           | Resultado        | Partidos | Goles | Asist. |
| ------------- | -------------- | ---------------- | -------- | ----- | ------ |
| Copa Oro 2017 | Estados Unidos | Cuartos de final | 4        | 1     | 0      |
| Copa Oro 2019 | Estados Unidos | Cuartos de final | 4        | 0     | 1      |
| Copa Oro 2023 | Estados Unidos | Subcampeón       | 2        | 0     | 1      |
| Total         | Total          | Total            | 10       | 1     | 2      |

### Participaciones en Copas del Mundo
| Mundial                        | Sede  | Resultado      | Partidos | Goles | Asist. |
| ------------------------------ | ----- | -------------- | -------- | ----- | ------ |
| Copa Mundial de Fútbol de 2018 | Rusia | Fase de grupos | 2        | 0     | 0      |
| Total                          | Total | Total          | 2        | 0     | 0      |

### Participaciones en Ligas de Naciones
| Ligas de Naciones        | Sede     | Resultado      | Partidos | Goles | Asist. |
| ------------------------ | -------- | -------------- | -------- | ----- | ------ |
| Liga de Naciones 2019-20 | Concacaf | Fase de grupos | 2        | 0     | 0      |
| Liga de Naciones 2022-23 | Concacaf | Cuarto lugar   | 5        | 0     | 1      |
| Liga de Naciones 2023-24 | Concacaf | Cuarto lugar   | 4        | 1     | 0      |
| Liga de Naciones 2024-25 | Concacaf | Subcampeón     | 2        | 0     | 0      |
| Total                    | Total    | Total          | 13       | 1     | 1      |

### Participaciones en Copas Américas
| Copa Centroamericana | Sede           | Resultado        | Partidos | Goles | Asist. |
| -------------------- | -------------- | ---------------- | -------- | ----- | ------ |
| Copa América 2024    | Estados Unidos | Cuartos de final | 4        | 1     | 0      |
| Total                | Total          | Total            | 4        | 1     | 0      |

### Goles internacionales
| 1 | 28 de abril de 2016      | Estadio Pierre Aliker, Fort-de-France, Martinica             | Martinica  | 0- 1 | 0-2 | Amistoso                 |
| 2 | 15 de julio de 2017      | FirstEnergy Stadium, Cleveland, Estados Unidos               | Martinica  | 1-0  | 3-0 | Copa Oro 2017            |
| 3 | 27 de septiembre de 2022 | Estadio Nacional, Riffa, Baréin                              | Baréin     | 0- 1 | 0-2 | Amistoso                 |
| 4 | 18 de noviembre de 2022  | Estadio Mohammed bin Zayed, Abu Dabi, Emiratos Árabes Unidos | Camerún    | 1-1  | 1-1 | Amistoso                 |
| 5 | 9 de junio de 2023       | Estadio Universidad Latina, Penonomé, Panamá                 | Nicaragua  | 1-1  | 3-2 | Amistoso                 |
| 6 | 9 de junio de 2023       | Estadio Universidad Latina, Penonomé, Panamá                 | Nicaragua  | 2-2  | 3-2 | Amistoso                 |
| 7 | 30 de junio de 2023      | Red Bull Arena, Harrison, Estados Unidos                     | Martinica  | 0-2  | 1-2 | Copa Oro 2023            |
| 8 | 16 de noviembre de 2023  | Estadio Ricardo Saprissa, Tibás, Costa Rica                  | Costa Rica | 0-1  | 0-3 | Liga de Naciones 2023-24 |
| 9 | 23 de junio de 2024      | Hard Rock Stadium, Miami, Estados Unidos                     | Uruguay    | 3-1  | 3-1 | Copa América 2024        |

## Clubes
| Club                  | País           | Año       |
| --------------------- | -------------- | --------- |
| San Francisco F. C.   | Panamá         | 2014-2017 |
| New York Red Bulls    | Estados Unidos | 2017-2019 |
| R. S. C. Anderlecht   | Bélgica        | 2020-2023 |
| Olympique de Marsella | Francia        | 2023-Act. |

## Estadísticas

### Clubes
Actualizado al último partido disputado el 2 de marzo de 2025.
| San Francisco FC · Panamá            | 1.ª           | 2014-15       | 8   | 0  | -  | - | 0  | 0 | 0 | 0 | 8   | 0  |  |  |  |
| San Francisco FC · Panamá            | 1.ª           | 2015-16       | 21  | 3  | 5  | 0 | 3  | 0 | 0 | 0 | 29  | 3  |  |  |  |
| San Francisco FC · Panamá            | 1.ª           | 2016-17       | 13  | 0  | 0  | 0 | 0  | 0 | 0 | 0 | 13  | 0  |  |  |  |
| San Francisco FC · Panamá            | Total club    | Total club    | 42  | 3  | 5  | 0 | 3  | 0 | 0 | 0 | 50  | 3  |  |  |  |
| New York Red Bulls II Estados Unidos | 2.ª           | 2017          | 2   | 0  | -  | - | -  | - | - | - | 2   | 0  |  |  |  |
| New York Red Bulls II Estados Unidos | Total club    | Total club    | 2   | 0  | 0  | 0 | 0  | 0 | 0 | 0 | 2   | 0  |  |  |  |
| New York Red Bulls Estados Unidos    | 1.ª           | 2017          | 20  | 2  | 2  | 0 | 0  | 0 | 0 | 0 | 22  | 2  |  |  |  |
| New York Red Bulls Estados Unidos    | 1.ª           | 2018          | 27  | 1  | 0  | 0 | 6  | 0 | 0 | 0 | 33  | 1  |  |  |  |
| New York Red Bulls Estados Unidos    | 1.ª           | 2019          | 22  | 1  | 0  | 0 | 3  | 0 | 0 | 0 | 25  | 1  |  |  |  |
| New York Red Bulls Estados Unidos    | Total club    | Total club    | 69  | 4  | 2  | 0 | 9  | 0 | 0 | 0 | 80  | 4  |  |  |  |
| RSC Anderlecht · Bélgica             | 1.ª           | 2019-20       | 8   | 1  | 0  | 0 | 0  | 0 | 0 | 0 | 8   | 1  |  |  |  |
| RSC Anderlecht · Bélgica             | 1.ª           | 2020-21       | 36  | 4  | 3  | 0 | 0  | 0 | 0 | 0 | 39  | 4  |  |  |  |
| RSC Anderlecht · Bélgica             | 1.ª           | 2021-22       | 34  | 2  | 5  | 1 | 3  | 0 | 0 | 0 | 42  | 3  |  |  |  |
| RSC Anderlecht · Bélgica             | 1.ª           | 2022-23       | 29  | 3  | 2  | 0 | 14 | 3 | 0 | 0 | 45  | 6  |  |  |  |
| RSC Anderlecht · Bélgica             | Total club    | Total club    | 107 | 10 | 10 | 1 | 17 | 3 | 0 | 0 | 134 | 14 |  |  |  |
| Olympique de Marsella Francia        | 1.ª           | 2023-24       | 16  | 3  | 2  | 0 | 7  | 0 | 0 | 0 | 25  | 3  |  |  |  |
| Olympique de Marsella Francia        | 1.ª           | 2024-25       | 23  | 1  | 2  | 0 | 0  | 0 | 0 | 0 | 25  | 1  |  |  |  |
| Olympique de Marsella Francia        | Total club    | Total club    | 39  | 4  | 4  | 0 | 7  | 0 | 0 | 0 | 50  | 4  |  |  |  |
| Total carrera                        | Total carrera | Total carrera | 259 | 21 | 21 | 1 | 36 | 3 | 0 | 0 | 316 | 25 |  |  |  |
|                                      |               |               |     |    |    |   |    |   |   |   |     |    |  |  |  |

### Selección nacional
| Selección       | Año             | Amistosos | Amistosos | Copa Centroamericana | Copa Centroamericana | Copa de Oro | Copa de Oro | Copa América | Copa América | Nations League | Nations League | Eliminatorias Mundialistas | Eliminatorias Mundialistas | Copa Mundial | Copa Mundial | Total | Total |
| Selección       | Año             | Part.     | Goles     | Part.                | Goles                | Part.       | Goles       | Part.        | Goles        | Part.          | Goles          | Part.                      | Goles                      | Part.        | Goles        | Part. | Goles |
| --------------- | --------------- | --------- | --------- | -------------------- | -------------------- | ----------- | ----------- | ------------ | ------------ | -------------- | -------------- | -------------------------- | -------------------------- | ------------ | ------------ | ----- | ----- |
| Sub-20          | 2015            | --        | --        | --                   | --                   | --          | --          | --           | --           | --             | --             | 6                          | 1                          | 0            | 0            | 6     | 1     |
| Sub-20          | Total           | 0         | 0         | 0                    | 0                    | 0           | 0           | 0            | 0            | 0              | 0              | 6                          | 1                          | 0            | 0            | 6     | 1     |
| Sub-22          | 2015            | --        | --        | --                   | --                   | --          | --          | --           | --           | --             | --             | 6                          | 1                          | 0            | 0            | 6     | 1     |
| Sub-22          | Total           | 0         | 0         | 0                    | 0                    | 0           | 0           | 0            | 0            | 0              | 0              | 6                          | 1                          | 0            | 0            | 6     | 1     |
| Sub-23          | 2015            | --        | --        | --                   | --                   | --          | --          | --           | --           | --             | --             | 3                          | 0                          | --           | --           | 3     | 0     |
| Sub-23          | Total           | 0         | 0         | 0                    | 0                    | 0           | 0           | 0            | 0            | 0              | 0              | 3                          | 0                          | 0            | 0            | 3     | 0     |
| Absoluta        |                 |           |           |                      |                      |             |             |              |              |                |                |                            |                            |              |              |       |       |
| 2015            | 0               | 0         | --        | --                   | --                   | --          | --          | --           | --           | --             | --             | --                         | --                         | --           | 0            | 0     |       |
| 2016            | 4               | 1         | --        | --                   | --                   | --          | --          | --           | --           | --             | 1              | 0                          | --                         | --           | 5            | 1     |       |
| 2017            | 2               | 0         | 4         | 0                    | 4                    | 1           | --          | --           | --           | --             | 4              | 0                          | --                         | --           | 14           | 1     |       |
| 2018            | 8               | 0         | --        | --                   | --                   | --          | --          | --           | --           | --             | --             | --                         | 2                          | 0            | 10           | 0     |       |
| 2019            | 2               | 0         | --        | --                   | 4                    | 0           | --          | --           | 2            | 0              | --             | --                         | --                         | --           | 8            | 0     |       |
| 2020            | 2               | 0         | --        | --                   | --                   | --          | --          | --           | --           | --             | --             | --                         | --                         | --           | 2            | 0     |       |
| 2021            | 0               | 0         | --        | --                   | --                   | --          | --          | --           | --           | --             | 11             | 0                          | --                         | --           | 11           | 0     |       |
| 2022            | 2               | 2         | --        | --                   | --                   | --          | --          | --           | 3            | 0              | 6              | 0                          | --                         | --           | 11           | 2     |       |
| 2023            | 1               | 2         | --        | --                   | 2                    | 1           | --          | --           | 7            | 1              | --             | --                         | --                         | --           | 10           | 3     |       |
| 2024            | 1               | 0         | --        | --                   | --                   | --          | 4           | 1            | 2            | 0              | 2              | 0                          | --                         | --           | 9            | 1     |       |
| 2025            | 0               | 0         | --        | --                   | --                   | --          | --          | --           | 0            | 0              | --             | --                         | --                         | --           | --           | --    |       |
| Total           | 22              | 5         | 4         | 0                    | 10                   | 2           | 4           | 1            | 14           | 1              | 24             | 0                          | 2                          | 0            | 80           | 9     |       |
| Total Selección | Total Selección | 22        | 5         | 4                    | 0                    | 8           | 2           | 4            | 1            | 12             | 1              | 38                         | 2                          | 2            | 0            | 95    | 11    |

## Palmarés

### Campeonatos nacionales
| Título                 | Club               | País           | Año    |
| ---------------------- | ------------------ | -------------- | ------ |
| Primera División       | San Francisco FC   | Panamá         | 2014-A |
| Torneo de Copa         | San Francisco FC   | Panamá         | 2015   |
| MLS Supporters' Shield | New York Red Bulls | Estados Unidos | 2018   |